# بیمارستان آلجیانس
بیمارستان آلجیانس (به انگلیسی: Allegiance Health) بیمارستانی در ایالات متحده آمریکا است که در ۱۹۱۸ میلادی ساخته شد و دارای ۴۸۰ تخت است.